# Xanthopimpla bifida
Xanthopimpla bifida là một loài tò vò trong họ Ichneumonidae.